# Tilo Pfeifer
Tilo Pfeifer (* 1939 in Benzen bei Walsrode in der Lüneburger Heide) ist ein deutscher Ingenieur und emeritierter Professor für Fertigungsmesstechnik und Qualitätsmanagement. Er gehört zu den Pionieren der Qualitätswissenschaften.

## Leben
Tilo Pfeifer studierte an der RWTH Aachen im Studiengang Elektrotechnik die Fachrichtung Nachrichtentechnik. Bereits im zweiten Studienjahr schlug er als Hilfsassistent am Werkzeugmaschinenlabor WZL der RWTH Aachen eine Brücke zum Maschinenbau. Seit 1965 war er wissenschaftlicher Angestellter bei Herwart Opitz am WZL. Er schloss 1968 seine Arbeit am Institut mit der Promotion zum Dr.-Ing. ab.
Danach war Pfeifer ab 1969 in führender Position in der Industrie tätig. Nach seiner Rückkehr an das WZL und seiner Habilitation im Jahr 1972 wurde er zum Professor und als Leiter des Lehrgebietes Messtechnik für die automatisierte Fertigung am WZL berufen. Seit 1980 war Pfeifer zugleich auch Mitglied des Direktoriums im Fraunhofer-Institut für Produktionstechnologie (IPT) in Aachen, wo er die Abteilung Mess- und Qualitätstechnik leitete.
1988 wurde der zunehmenden Bedeutung der Fertigungsmesstechnik und der Qualitätssicherung entsprochen und  das ursprüngliche Lehrgebiet in den ersten deutschen Lehrstuhl für Fertigungsmesstechnik und Qualitätsmanagement gewandelt; Pfeifer wurde auf diesen Lehrstuhl berufen. Die RWTH Aachen setzte damit ihre Pionierrolle auf dem Gebiet Mess- und Automatisierungstechnik fort; denn hier wurde bereits 1957 eines der ersten deutschen Institute für Regelungstechnik durch Otto Schäfer gegründet, nahezu zeitgleich mit der entsprechenden Gründung durch Winfried Oppelt in Darmstadt sowie durch Heinrich Kindler im Jahre 1955 in Dresden. An der RWTH wurden tangierend in anderen Fakultäten weitere anwendungsorientierte Lehrstühle besetzt: Regelungstechnik (Leiter: Heinrich Rake) und Prozessleittechnik (Leiter: Martin Polke).
Seit Beginn seiner Tätigkeit als Hochschullehrer pflegte Pfeifer kontinuierlich die nationale und internationale Zusammenarbeit mit verschiedenen Einrichtungen der Messtechnik, der Automation und des Qualitätsmanagements. Zahlreiche Mitgliedschaften in führenden Verbänden, wissenschaftlichen und technischen Organisationen und Forschungsgemeinschaften unterstreichen sein breitgefächertes Engagement. Pfeifer übernahm immer wieder Führungsverantwortung an exponierter Stelle und gab so der Fertigungsmesstechnik und dem Qualitätsmanagement neue Impulse.
Pfeifer dokumentierte seine Forschungsergebnisse in über 1.000 wissenschaftlichen Veröffentlichungen in Fachzeitschriften und Büchern sowie mit über 500 Vorträgen auf nationalen und internationalen Kongressen. Nach der Übernahme des ersten deutschen Lehrstuhls für Fertigungsmesstechnik und Qualitätsmanagement trat Pfeifer auch in die Mitherausgeberschaft des Industrieanzeigers ein. Hier wurde er wirksam mit Fachartikeln, Interviews und Statements sowie in Expertengesprächen mit Fachleuten aus der Industrie.
Pfeifer wurde 2004 mit Erreichen der Altersgrenze emeritiert. Zu seinem Nachfolger wurde Mitte 2004 sein Schüler Robert Schmitt (* 1961) als Inhaber des Lehrstuhls für Fertigungsmesstechnik und Qualitätsmanagement sowie als Direktor des Werkzeugmaschinenlabors WZL der RWTH Aachen berufen. Darüber hinaus übernahm Schmitt seit Januar 2005 auch Pfeifers Funktionen im Fraunhofer-Institut IPT.

## Mitgliedschaften (Auswahl)
- 1979–1981: Vorsitzender der VDI/VDE-Gesellschaft Mess- und Automatisierungstechnik (GMA)[5]
- 1979–1985: Präsident der International Measurement Confederation (IMEKO), und er leitete in dieser Funktion den 9. Weltkongress der Messtechnik 1982 in Berlin (West)
- seit 1988: Vorsitzender des wissenschaftlichen Beirates der Deutschen Gesellschaft für Qualität (DGQ)[6]
- seit 1995: Vorsitzender der Gesellschaft für Qualitätswissenschaft (GQW), einer wissenschaftlichen Vereinigung deutschsprachiger Universitätsprofessoren für Qualitätsmanagement.
- Mitglied des Vorstands der PhotonAix
- Mitglied der International Academy of Quality (IAQ).

## Ehrungen (Auswahl)
- Ehrendoktorwürden der Universidade Federal de Santa Catarina, Brasilien (1989), der Tsinghua-Universität in Peking (1995) als erster Europäer, und der Universität Saragossa, Spanien.
- 1997: VDI-Ehrenzeichen vom Verein Deutscher Ingenieure.

## Veröffentlichungen (Auswahl)
- mit Herwart Opitz, Joachim Buchholz: Entwicklung einer pneumatischen Messsteuerung zur Automatisierung der Werkzeugmaschine. Westdeutscher Verlag, Opladen 1974, ISBN 3-531-02411-6.
- Neuere Messverfahren zur Beurteilung der Arbeitsgenauigkeit von Werkzeugmaschinen. Aachen, Technische Hochschule, Fakultät für Maschinenwesen, Habilitationsschrift, 1972, erschienen 1976.
- mit Carlos Alberto Schneider: Einsatz neuer Laser-Technologien zur Messung der Abweichung von der Geradlinigkeit. Westdeutscher Verlag, Opladen 1978, ISBN 3-531-02719-0.
- mit Heinz-Reiner Wollersheim: Messung der Zylinderformabweichung durch Abtastung der Mantellinie entlang einer Schraubenlinie. Westdeutscher Verlag, Opladen 1981, ISBN 3-531-03077-9.
- mit W. Rühle: Entwicklung und Anwendung eines Qualitätsdatenerfassungssystems mit seriellem Datenbus (PDV-Bus). Kernforschungszentrum, Karlsruhe 1982.
- Praxisbuch Qualitätsmanagement. Aufgaben, Lösungswege, Ergebnisse. Hanser Verlag, München/Wien 2001, 2. Auflage, ISBN 3-446-21508-5.
- Production metrology. Oldenbourg Verlag, München/Wien 2002, ISBN 3-486-25885-0.
- Geometrische Mess- und Prüftechnik – grundlegendes Element des industriellen Qualitätsmanagements. In: Walter Masing, Michael Ketting, Wolfgang König, Karl-Friedrich Wessel (Hrsg.): Qualitätsmanagement – Tradition und Zukunft. Festschrift zum 50-jährigen Bestehen der Deutschen Gesellschaft für Qualität e. V.  Carl Hanser Verlag, München/Wien 2003,  ISBN 3-446-21601-4, S. 231–254.
- mit Dietrich Imkamp: Koordinatenmesstechnik und CAx-Anwendungen in der Produktion. Grundlagen, Schnittstellen und Integration. Hanser Verlag, München 2004, ISBN 3-446-22733-4.
- mit Robert Schmitt: Fertigungsmesstechnik. Oldenbourg Verlag, München 2010, 3. Auflage, ISBN 978-3-486-59202-3.
- mit Robert Schmitt (Hrsg.): Masing Handbuch Qualitätsmanagement. Hanser Verlag, München 2014, 6. Auflage, ISBN 978-3-446-43431-8.
- mit Robert Schmitt: Qualitätsmanagement. Strategien – Methoden – Techniken. Hanser Verlag, München 2015, 5. Auflage, ISBN 978-3-446-43432-5.
- Qualitätsregelkreis. In: Hans-Dieter Zollondz, Michael Ketting, Raimund Pfundtner (Hrsg.): Lexikon Qualitätsmanagement. Handbuch des Modernen Managements auf Basis des Qualitätsmanagements. Walter de Gruyter, Oldenbourg Verlag, Berlin/Boston 2. Auflage 2016, ISBN 978-3-486-58465-3, S. 978–981.